# Base conjugada
Según la Teoría ácido-base de Brønsted-Lowry, base es toda sustancia capaz de aceptar protones, y ácido es aquella capaz de cederlos. Una consecuencia de lo anterior es que existe la reversiblidad de la transferencia de protones, ya que al ceder un protón, un ácido HA, la parte restante: A-, sería capaz de aceptar este H+, o sea, se comportaría como una base, la cual es conocida como par conjugado.
El análisis de la reacción del ácido clorhídrico con el agua puede servir de ejemplo:
HCl(aq) + H2O ↔ H3O+(aq) + Cl-(aq)
ácido ↔ base
Si el HCl cede un protón al H2O, de acuerdo con el concepto de Brønsted, este actúa como ácido y el H2O como base.
Pero tal reacción es reversible.
El Cl- puede aceptar un protón del H3O+ y convertirse de nuevo en HCl.
Así, pues, considerada la reacción de partida en el sentido inverso, Cl- se comporta como base y H3O+ como ácido. Escrita en forma reversible la reacción del clorhídrico con el agua resulta ser:
HCl(aq) + H2O ↔ H3O+(aq) + Cl-(aq)
ácido 1 + base 2 ↔ ácido 2 + base 1
Los números iguales indican una relación mutua y definen lo que se llama un par conjugado ácido / base . Ello significa que cuando un ácido cede un protón, se convierte en una especie química capaz de aceptar nuevamente otro protón, es decir, en una base de Brønsted; y viceversa. Tales especies, que difieren tan sólo en un protón (o en un mismo número de protones), constituyen un par conjugado ácido-base.
Los pares conjugados ácido/base se relacionan entre sí mediante los siguientes procesos de transferencia de protones, representados de forma genérica:
HA → cesión de protones → A- + H+
ácido ← aceptación de protones ← base
HB+ → cesión de protones → B + H+
ácido ← aceptación de protones ← base
Independientemente del trabajo de Brønsted, otro químico, el inglés Lowry (1874-1936) llegó a conclusiones análogas, por lo que estas definiciones de ácido y de base se conocen como definiciones de Brønsted y Lowry.
Las definiciones de Brønsted-Lowry son,
- Un ácido de Brønsted - Lowry es un donante de protones, pues dona un ion hidrógeno, H+

- Una base Brønsted - Lowry es un receptor de protones, pues acepta un ion hidrógeno, H-

Brønsted-Lowry versus Lewis
El concepto protónico de ácido-base según Brösted-Lowry, en su generalización, encuentra identificación más inmediata y lista con la concepción común, empírica y ordinaria que se presta a los ácidos y a las bases, como substancias químicas y como funciones químicas con características bien definidas.
El concepto electrónico de Lewis, por otro lado — aunque más generalista y de amplia utilidad científica — no siempre encuentra semejante identificación con las concepciones comunes, empíricas y ordinarias concedidas a los ácidos y a las bases. En ese sentido, se puede dar que "casi siempre un ácido (o base) de Brønsted-Lowry será también un ácido (o base) de Lewis, pero el inverso no siempre será verdadero".